# IT architect
Nell'ambito di un progetto informatico l'IT Architect (o Solution Architect) ha il ruolo di definire l'architettura del sistema informativo che deve essere realizzato.
I compiti che deve svolgere un IT Architect sono:
- conoscere in maniera approfondita l'ambiente IT, i processi aziendali e le esigenze del cliente
- ricercare, analizzare, valutare e proporre una soluzione architetturale rispondente alle esigenze del cliente